# Salón de la Fama del Rockabilly
El Salón de la Fama del Rockabilly es un museo dedicado a la historia del rock and roll primigenio y a informar sobre los artistas y personalidades implicados en el desarrollo de este género musical.
Se abrió el 21 de marzo de 1997 y se encuentra situado en un estudio de grabación en la localidad de Burns (Tennessee, Estados Unidos), unos 50 kilómetros al oeste de Nashville.
El primer artista en ser premiado fue Gene Vincent, el 16 de noviembre de 1997. Entre los artistas reconocidos por el Salón se encuentran cantantes, compositores, disc jockeys y promotores/productores como Sam Phillips, fundador de Sun Records donde Elvis Presley junto a Scotty Moore y Bill Black dieron forma al rockabilly con temas como That's all right,y Blue Moon of Kentucky entre muchos otros.

## Lista de premiados
- Ace Cannon
- Al Casey
- Al Downing
- Alan Freed
- Al Dual
- Barbara Pittman
- Bill Haley
- Billy Burnette
- Billy Garland
- Billy Lee Riley
- Billy Strange
- Billy Swan
- Blackwood Brothers
- Bo Diddley
- Bob Moore
- Bobby Curtola
- Bobby Helms
- Bobby Sowell
- Bobby Vee
- Bonnie Lou
- Boyd Bennett
- Brenda Lee
- Buddy Holly
- Buddy Knox
- Burl Boykin
- Carl Dobkins, Jr.
- Carl Perkins
- Charlie Feathers
- Charlie Gracie
- Charlie Rich
- Clarence "Frogman" Henry
- Clyde McPhatter
- Colonel Robert Morris
- Colonel Tom Parker
- Conway Twitty
- D.J. Fontana
- Dale Hawkins
- Del Shannon
- Dewey Phillips
- Donnie Brooks
- Dorsey Burnette
- Eddie Bond
- Eddie Cochran
- Eddie Zack
- Elvis Presley
- Ersel Hickey
- Etta James
- Felice and Boudleaux Bryant
- Gene Summers
- Gene Vincent
- Grady Martin
- J. P. "The Big Bopper" Richardson
- Jack Clement
- Jack Scott
- James Burton
- Jerry Lee Lewis
- Jerry Reed
- Jimmie Rodgers
- Joe Pennington
- Johnny Burnette
- Johnny Cash
- Johnny Horton
- Johnny Preston
- Jumpin' Gene Simmons
- JovanyOR
- Lefty Frizzell
- Leo Fender
- Link Wray
- Little Richard
- Lonnie Mack
- Luther Perkins
- Marshall Lytle
- Marvin Rainwater
- Matt Lucas
- Moon Mullican
- Narvel Felts
- Norman Petty
- Patsy Cline
- Paul Burlison
- Ray Campi
- Ray Peterson
- Rick Nelson
- Ritchie Valens
- Robin Luke
- Ronnie Hawkins
- Roy Orbison
- Sam Phillips
- Scotty Moore
- Sonny Burgess
- Stray Cats
- The Canadian Sweethearts
- The Comets
- The Delmore Brothers
- The Everly Brothers
- The Flaming Ember
- The Jordanaires
- Tillman Franks
- Tommy Allsup
- Tommy Overstreet
- Tommy Roe
- Tommy Sands
- Wanda Jackson
- Warren Smith
- "Wee" Willie Williams
- Wynona Carr